# فرط الإنسولينية
فرط الإنسولينية (بالإنجليزية: Hyperinsulinism)‏ يشير إلى وجود الإنسولين في دم شخص أو حيوان بمعدل فوق الطبيعي، إفراز الإنسولين ومستواه في الدم هما أمران مرتبطان جدا بمستوى الجلوكوز في الدم ولذلك كمية معينة من الإنسولين قد تكون مناسبة لمستوى الجلوكوز في الدم لشخص ما لكنها قد تكون أعلى أو أقل من الطبيعي لشخص آخر، فرط الإنسولينية قد يرتبط بالعديد من الأمراض والمشكلات الطبية والتي يمكن تقسيمها لقسمين كبيرين: القسم الأول هو ما يسبب تقليل حساسية الخلايا للإنسولين وبالتالي يرتفع مستوى الجلوكوز في الدم (Hyperglycemia)، والقسم الثاني يسبب زيادة إفراز الإنسولين مما يؤدي لانخفاض مستوى الجلوكوز في الدم (Hypoglycemia).

## الأعراض
يكون فرط الإنسولينية بسبب انخفاض حساسية الخلايا للإنسولين غالبا بدون أعراض واضحة، في المقابل فرط الإنسولينية بسبب زيادة إفراز الإنسولين يمكن أن يُظهر أعراضاً كأعراض انخفاض الجلوكوز في الدم وتتراوح بين الارتعاد والضعف العام إلى نوبات التشنج والغيبوبة.